# Hinga
Hinga est une commune rurale située dans le département de Bogandé de la province de la Gnagna (GNAGNAGNA) dans la région de l'Est au Burkina Faso.

## Économie
L'économie de Hinga repose sur l'agriculture (75%), l'élevage (20%) et autres tels que le commerce, l'artisanat

## Santé et éducation
Le centre de soins le plus proche de Hinga est le centre médical et chirurgical de Bogandé.
Hinga dispose d'une École primaire